# Rezerwat przyrody Buczyna (województwo zachodniopomorskie)
Rezerwat przyrody „Buczyna” – leśny rezerwat przyrody w województwie zachodniopomorskim, w powiecie koszalińskim, w gminie Bobolice, 2,5 km na północ-północny wschód od Porostu i drogi krajowej nr 25 Bobolice-Biały Bór oraz 5,5 km na wschód od Bobolic.
Został utworzony na mocy zarządzenia Ministra Leśnictwa i Przemysłu Drzewnego z dnia 4 lipca 1984. Zajmuje powierzchnię 9,81 ha (akt powołujący podawał 9,78 ha). 
Celem ochrony jest „zachowanie fragmentu lasu bukowego wykazującego cechy lasu pierwotnego (kwaśnej buczyny niżowej) z rzadko występującymi porostami z rodzaju Cladonia i Parmelia”. Łącznie na terenie rezerwatu odnotowano 70 gatunków roślin naczyniowych, 45 gatunków porostów i 23 gatunki mchów.
Rezerwat znajduje się na terenie Nadleśnictwa Bobolice (obręb leśny Bobolice, leśnictwo Łanki). Nadzór sprawuje Regionalny Konserwator Przyrody w Szczecinie. Rezerwat posiada plan ochrony ustanowiony w 2005 roku. Na jego mocy ochronie czynnej podlega 9,46 ha (las bukowy), a ochronie krajobrazowej 0,32 ha (droga leśna).
Rezerwat leży w granicach obszaru siedliskowego sieci Natura 2000: „Bobolickie Jeziora Lobeliowe” PLH320001.
Drogą, wzdłuż zachodniej granicy rezerwatu prowadzi znakowany turystyczny Szlak Rowerowy Naszyjnik Północy z Porostu do Drzewian.